# Larry Sengstock
Lawrence James „Larry“ Sengstock (* 4. März 1960 in Maryborough, Queensland) ist ein ehemaliger australischer Basketballspieler.

## Laufbahn
Sengstock betrieb als Jugendlicher Schwimmsport, mit elf Jahren begann er mit dem Basketball und übte bis zum 16. Lebensjahr beide Sportarten aus. Er gab dann dem Basketball den Vorzug.
Er kam im Laufe seiner Zeit als australischer Nationalspieler auf 293 Länderspieleinsätze. Er war 1980, 1984, 1988, 1992 Mitglied der Olympiamannschaften, seine besten statistischen Werte bei einem olympischen Turnier erreichte Sengstock 1980 in Moskau, als er mit 10,1 Punkten je Begegnung drittbester Korbschütze der Auswahl war. Eine höhere Punktausbeute während eines großen internationalen Wettkampfs gelang ihm nur bei der Weltmeisterschaft 1986 (12,8/Spiel). Auch 1978, 1982 und 1990 war er WM-Teilnehmer.
Auf Vereinsebene spielte der 1,98 Meter große Power Forward ab 1979 für die St. Kilda Saints in der National Basketball League (NBL). 1979 und 1980 gewann er mit der Mannschaft den Meistertitel. Zur Saison 1982 wechselte er zu den Brisbane Bullets. Er war Kapitän der Brisbaner Meistermannschaften von 1985 und 1987. Er blieb bis 1989 Mitglied der Brisbane Bullets, spielte von 1990 bis 1992 für die Gold Coast Cougars (dann in Rollers umbenannt) und von 1993 bis 1996 für die North Melbourne Giants, mit denen er 1994 seine fünfte und letzte Meisterschaft in der NBL errang. Nach der Saison 1996 beendete er seine Spielerlaufbahn.
2001 wurde Sengstock in die Ruhmeshalle der National Basketball League und 2006 des australischen Basketballverbands aufgenommen. Nach ihm ist der Preis benannt, mit dem jährlich der beste Spieler der NBL-Meisterschaftsrunde ausgezeichnet wird.
Von 2009 bis 2012 war Sengstock Geschäftsführer des australischen Basketballverbands. 2021 unternahm er gemeinsam mit dem Geschäftsmann Paul Bendat den Versuch, die 2008 aufgelösten Brisbane Bullets wiederzubeleben.